# Julius Villiam Georg Lassen
Julius Villiam Georg Lassen, född 1817, död 1878, var en dansk präst och psalmdiktare. Präst i Vindum. Psalmförfattare representerad i danska Psalmebog for Kirke og Hjem.